# Cyperus involucratus
Cyperus involucratus es una planta del género Cyperus, de la  familia de las ciperáceas. Su nombre común es  "paragüita".  

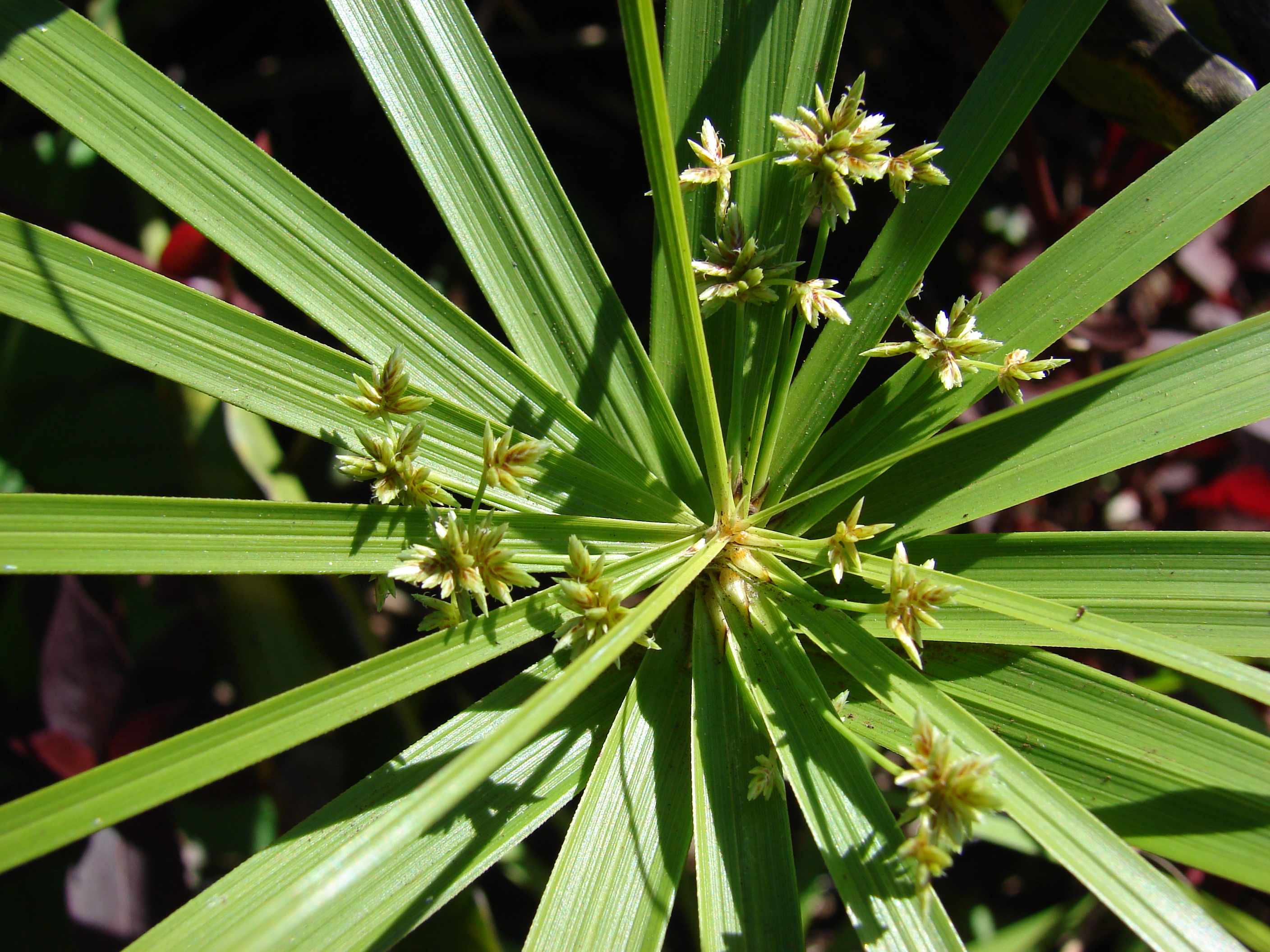
Detalle de inflorescencia y hojas

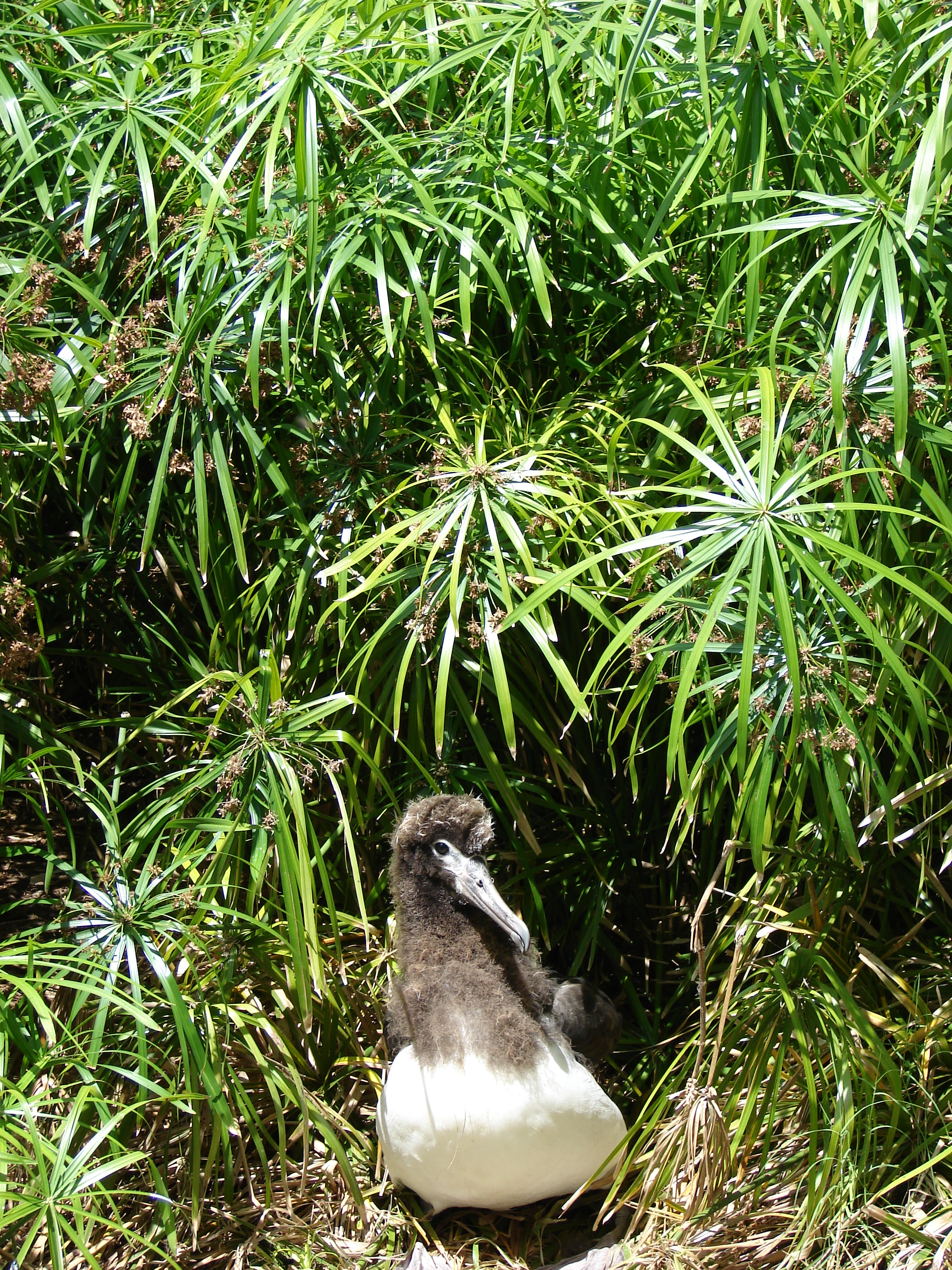
En su hábitat

## Descripción
Es una planta herbácea perennifolia; con rizoma de entrenudos largos, subleñosos, hasta de 13 mm de diámetro. Tallos hasta de 130 cm de longitud, solitarios o fasciculados, cilíndricos, subestriados. Hojas generalmente reducidas a vainas, que pueden llegar hasta 40 cm, oblicuamente truncadas, de color pardo obscuro, a veces prolongadas en un corto mucrón. Inflorescencia terminal, en antela compuesta, con numerosos radios primarios hasta de 20 cm, generalmente rectos, de cada uno de los que nacen hasta 14 radios secundarios, bracteolados, hasta de 3 cm, rematados por un fascículo de (1)2-4(9) espiguillas; brácteas hasta 14, ± iguales, formando un falso involucro, presentes incluso en estado vegetativo para hacer función clorofílica, muy densamente antrorso-escábridas, la inferior de (12)17,5-22,8(24) × 0,1-0,4 cm, sobrepasa ampliamente la inflorescencia; espiguillas (6,2)6,8- 7,5(8,3) × (1,5)1,6-1,9(2,9) mm, oblongas, ± obtusas, comprimidas, con 10-30 flores frecuentemente pseudovivíparas; raquidio recto, áptero. Glumas (1,3)1,7- 1,9(2,0) × 0,9-1,0(1,2) mm, dísticas, densamente imbricadas, que se caen en la fructificación, anchamente ovales, truncadas en la base, ± obtusas, mucronuladas, de color pajizo o pardo-blanquecino, con 3-5 nervios; mucrón de  0,1 mm. Estambres 3, exertos en la antesis. Estilo corto, con 3 estigmas que apenas sobresalen de la gluma. Aquenios (0,5)0,7-0,9 × 0,4-0,5 mm, de longitud menor (c. 1/3) que la gluma, estrechamente obovoides, trígonos, con la cara adaxial mayor que las otras 2, finamente punteado-papilosos por sus células epidérmicas, de color castaño claro.

## Distribución y hábitat
Cultivada con mucha frecuencia como planta ornamental, ocasionalmente naturalizada, en zonas húmedas, terrenos arenosos, etc. a una altitud de 0-400 metros. Oriunda de África tropical, y naturalizada con frecuencia. Dispersa por las regiones costeras de la península ibérica.

## Taxonomía
Cyperus involucratus fue descrita por Christen Friis Rottbøll y publicado en Descriptiones Plantarum Rariorum 22. 1772.
Sinonimia
- Cyperus alternifolius Baker
- Cyperus alternifolius var. albovariegatus auct.
- Cyperus alternifolius var. obtusangulum (Boeckeler) T.Koyama
- Cyperus alternifolius var. petersianus (Boeckeler) Kük.
- Cyperus flabelliformis Rottb.
- Cyperus flagellatus Hochst.
- Cyperus gradatus Forssk.
- Cyperus alternifolius subsp. flabelliformis Kük.
- Cyperus petersianus Boeckeler
- Cyperus proximus Steud.[3]